# 2013-as csehországi parlamenti választás
A 2013-as csehországi parlamenti választásokat október 25-én és 26-án tartották. A választás azért vált szükségessé, mert a cseh parlament alsóháza 2013. augusztus 20-án kimondta önfeloszlatását. A választás a jobboldali pártok meghasonlása és szétesése, a protestpártok feltűnése és sikere, a szociáldemokrata párt egyre nyilvánvalóbb hasadása, illetve a saját hatalmi ambícióit mindenek elé helyező  Miloš Zeman államfő szereplése miatt maradt emlékezetes. 
A választást a szociáldemokrata párt nyerte, jelentősen meggyengült az addig kormányzó ODS és áttörést ért el az ANO .

## A 2013-as politikai válság
A 2010-es választás után a Nečas-kormány vezette Csehországot, amely mögött támogatóként a konzervatív ODS, a jobboldali Közügyek (VV) és a jobboldali-liberális TOP 09 párt álltak. A jobboldali pártok koalíciója Csehországban némileg szokatlan módon képes volt a Képviselőházban 118 fős (59%-os) támogatottságú kormányt létrehozni. 2012 év elejére a jobboldali koalíció ingataggá vált, a VV korrupciós botrányok után kettévált. A pártról levált LIDEM-frakció még egy évig támogatta a Nečas-kormányt. A következő egy évben a kormánypárti frakciókból történt kilépések miatt a kormány mögött álló képviselőházi többség egyre csökkent, ugyanakkor a független képviselők eseti jelleggel még biztosították a kormánytöbbséget. Az elmélyülő korrupciós botránysorozat 2013 júniusában már a miniszterelnök személyét is elérte, Petr Nečas 2013. június 16-án kénytelen volt lemondani. A 200 fős képviselőházban az addig kormányzó ODS-TOP 09-LIDEM koalíciónak ekkor már csak nagyon törékeny többsége, 101 támogató képviselője maradt. A 101 képviselő Miloš Zeman államfőhöz benyújtott ajánlásában Miroslava Němcová parlamenti elnök miniszterelnöki kinevezését javasolta demonstrálván, hogy a jelölt mögött a parlament többsége áll. A 99 képviselőt maga mögött tudó ellenzék válaszként az előrehozott választások kiírását követelte.
Zeman konzultált valamennyi képviselőházi frakció vezetőjével, de Němcová támogatottságát a 101 aláírás ellenére bizonytalannak ítélte, ezért nem kérte fel kormányalakításra. Visszautasította azt is, hogy az időközben legerősebb parlamenti frakcióvá vált szociáldemokraták vezetőjét kérje fel kormányalakításra. A parlamenti pártok és több közéleti személyiség is azzal vádolta meg ekkor az elnököt, hogy a cseh pártrendszer zavarait felhasználva túlterjeszkedik az elnöki szerepen és a parlamentáris köztársaságot egy saját irányítása alatt álló elnöki(bb) rendszerrel akarja lecserélni. A politikai űrt Zeman egy független jelölttel próbálta betölteni. Az 1998 és 2002 között működött Zeman-kormány pénzügyminiszterét Jiří Rusnokot bízta meg egy szakértői kormány felállításával. Rusnokot július 13-án Zeman miniszterelnökké nevezte ki. Rusnok kormányának a kinevezést követő 30 napon belül a parlament bizalmi szavazását kellett kérnie, erre 2013. augusztus 7-én került sor. A szavazás előtt Zeman megfenyegette a jobboldali koalíciót: ha nem szavazzák meg Rusnokot, akkor sem terjeszt elő újabb jelöltet. Így a hanyatló népszerűségű jobboldal a Rusnokkal való kényszerű együttműködés, illetve az választási bukás között választhatott. A bizalmi szavazáson a kommunisták és a szociáldemokraták 93 képviselője támogatta Rusnok kormányát, a korábbi kormánykoalíció 100 képviselője viszont ellene szavazott.
A kormány megbuktatása után az ODS-TOP 09-LIDEM koalíció újraértékelte a politikai helyzetet és megállapították koalíciójuk megszűntét. A koalíció megszűnése után a TOP 09 bejelentette, hogy a politikai válságból való kiutat csak az előrehozott választások jelenthetik. Javasolták, hogy a Képviselőház mondja ki saját feloszlását, megnyitván ezzel az utat az új választásokhoz. Az előrehozott választást a szociáldemokraták is támogatták. 2013. augusztus 20-án a cseh Képviselőház 140 képviselő (70%) támogatásával kimondta saját feloszlását, megnyitván ezzel az utat egy előrehozott választáshoz. Rusnok kormánya a választásokig ügyvivő kormányként hivatalban maradt.

## Kampány

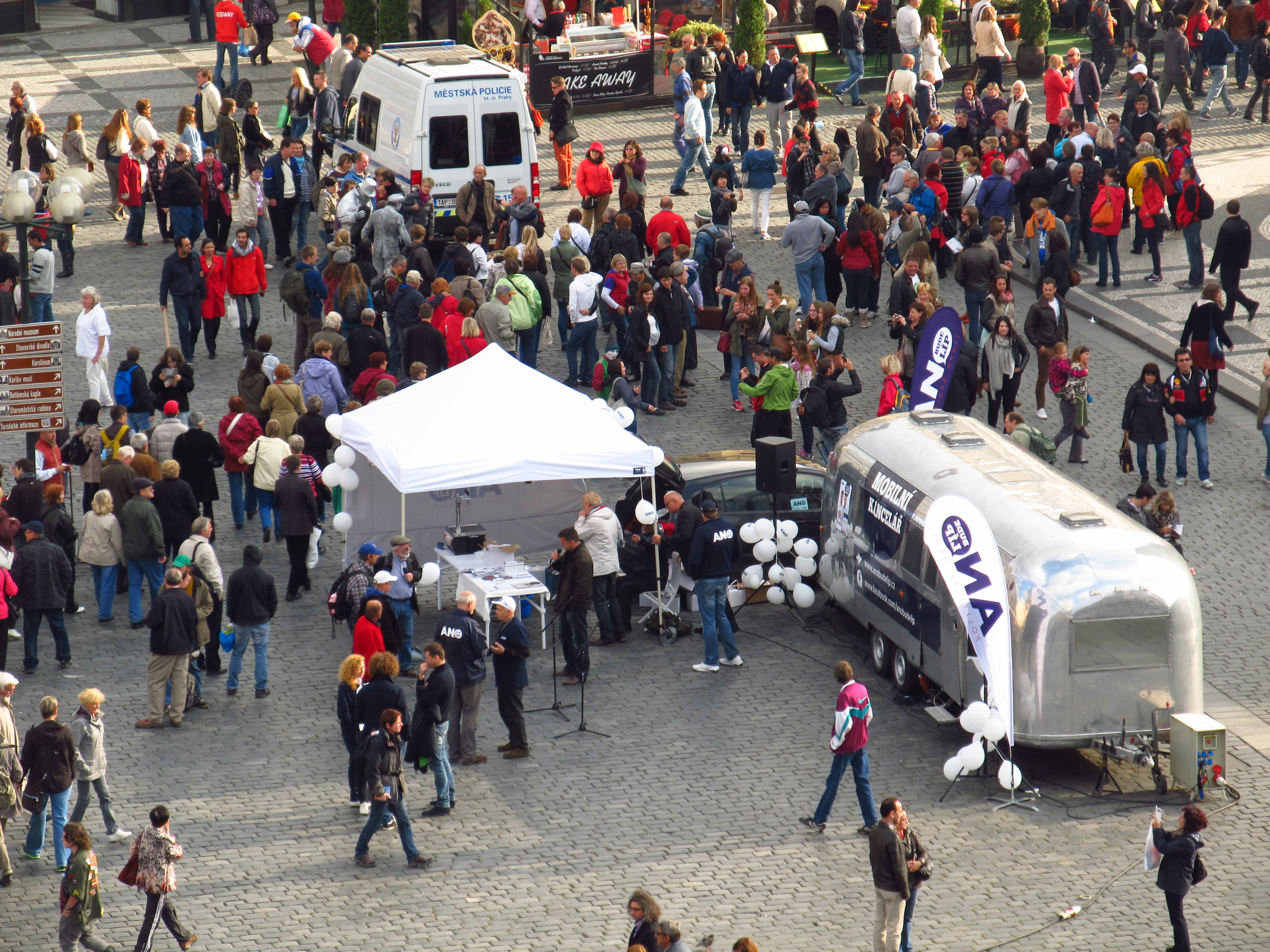
Pártok prágai köztereken kampányolnak 2013 szeptemberében

Előrehozott választás lévén a pártoknak alig volt ideje felkészülni, jelölteket felépíteni és mondanivalójukat a választókhoz eljuttatni. A választások előtti kampány ezért különbözött a korábbiaktól. A pártok nagy hangsúlyt fektettek a választókkal történő személyes kapcsolatépítésre, a köztereken történő megjelenésre.
A Nečas-kormány korrupciós ügyei miatt politikai hajótörést szenvedő ODS vezetését Miroslava Němcová vette át. A párt a kormány egyes politikai eredményeinek védelmével (Pl. átalakított nyugdíjrendszer) és az elnök hatalmi túlterjeszkedésének veszélyével próbált kampányolni. Védekezni kényszerült az ODS az elkobzott egyházi javak visszaadását és az egyházak anyagi önállóságát lehetővé tevő 2013-as törvény esetében, amely a szekuláris cseh társadalom széles rétegeinek ellenállását váltotta ki. A szociáldemokraták a törvény végrehajtásának átütemezését követelték, a kommunisták pedig népszavazás megtartását a törvény eltörléséről. (Hiába, mivel az előző két évtized cseh törvényhozásai rendre adósak maradtak a népszavazásokat szabályozó törvények megalkotásával, ez pedig a kampány egyik kiemelt témájává vált.) A korrupciós vizsgálat árnyától szabadulni képtelen ODS az az első lakás könnyített megszerzését és az első vállalkozás elindítását vetette fel a fiatal és középosztálybeli szavazók számára.Az ODS a választás közben gyakorlatilag szétesett, a párt lázadó tagjai Václav Klaust próbálták rávenni, hogy kezdeményezzen egy új, az ODS helyébe lépő pártot. Az ODS kilátástalan helyzetét jól mutatja, hogy a választás előtt nem sokkal maga a pártot alapító Václav Klaus szólította fel a választókat, hogy ne szavazzanak az ODS-re. 
Az ODS egykori koalíciós partnerei közül a TOP 09 folytatott erőteljes kampányt. A párt az euró csehországi bevezetésének munkatervét, a kultúra támogatását, illetve az egészségmegőrzés személyes felelősségének törvényi érvényesítését foglalta választási programjába. A kormánykoalíciót 2012-ben elhagyó VV és a kormány mellett mindvégig kitartó LIDEM konzervatív-liberális frakciók nem is tudtak elindulni a választáson.
A szociáldemokrata párt Bohuslav Sobotkát jelölte miniszterelnöknek. Sobotka a gazdagok jövedelemadójának és a szerencsejáték-adó emelésével, a minimálbér jelentős emelésével és az inflációtól védett nyugdíjak ígéretével célzott meg széles választói csoportokat. A párt választási hadjárata a kezdeti kedvező jelek után kisiklani látszott. Zeman elnök, egykori szociáldemokrata kormányfő korábbi távozása a pártban alig tagadható hasadást okozott. A pártban a Zeman elnököt támogató, illetve a megosztó személyiségű elnöktől végre elszakadni akaró szárny küzdött egymással, olykor egymásnak ellentmondó üzeneteket küldve a választóknak. A párt bizonytalan szavazói összezavarodtak, végül sokan azért nem szavaztak a szociáldemokratákra, mert nem tudták eldönteni, hogy a párt támogatja-e az elnököt vagy sem. A szociáldemokrata kampány a többi párt teljesítményének tükrében csaknem katasztrofális volt. A politikai válság nyári csúcspontján a pártnak még 32%-os népszerűséget mértek, ám a pártra szavazók aránya a kampány két hónapja alatt végig csökkent, a voksolásra a szociáldemokrata szavazók egyharmada más pártokhoz állt át.
A választási hadjárat kezdetén, szinte a semmiből tűnt fel Andrej Babiš nagyvállalkozó alig egy évvel korábban alapított, addig nem sokak figyelmét felkeltő pártja, az ANO. A párt annyira új volt, hogy 2013 ősze előtt a közvélemény-kutatók nem is mérték a szervezetet. A Babiš által írt pártprogram a közlekedési infrastruktúra fejlesztését, a munkanélküliség elleni határozott fellépést ígérte. Az ANO (tekintettel a korábbi politikai korrupciós botrányokra) a parlamenti képviselők mentelmi jogának megszüntetését is felvetette. A kampány ideje alatt az ANO népszerűsége robbanásszerűen növekedett, október az ANO-t már a választás meglepetéspártjaként emlegették.
Már a kampány alatt téma volt az elnöki szerepkör reformja. A szociáldemokraták és a politikai színtéren megkapaszkodni igyekvő TOP 09 is közölte, hogy Zeman elnöknek a nyári politikai válságban játszott szerepére tekintettel a választások után szükségszerűnek látná az elnöki jogkörök felülvizsgálatát és csökkentését. Az elnökkel való politikai leszámolást támogatók között különösen hangos volt Karel Schwarzenberg (TOP 09), akit alig egy évvel korábban Zeman az elnökválasztási kampányban hazugságokkal lehetetlenített el. A támadásra válaszul Zeman bejelentette, hogy semmiképpen nem ad majd kormányalakítási megbízást a szociáldemokraták és az ANO koalíciójának.

## Részvétel
| szavazó 59,5% | távolmaradó 40,5% |

| érvényes 99,2% |

| szavazó 59,5% | távolmaradó 40,5% |

| érvényes 99,2% |

Három szavazóra két távolmaradó jutott
A nyolc és fél millió szavazásra jogosult polgárból ötmillió vett részt a választásokon (59%). Közülük több mint negyvenezren érvénytelenül szavaztak (0,8%). A részvételi arány alacsonyabb volt a három évvel korábbinál (-3,1%).

## Eredmény
| Párt     | Párt                                                            | Szavazat  | Szavazat | Képviselő | Képviselő | +/– |
| -------- | --------------------------------------------------------------- | --------- | -------- | --------- | --------- | --- |
|          | Cseh Szociáldemokrata Párt (ČSSD)                               | 1 016 829 | 20,46%   | 50        | 25,0%     | –6  |
|          | ANO 2011 (ANO)                                                  | 927 240   | 18,66%   | 47        | 23,5%     | Új  |
|          | Cseh- és Morvaország Kommunista Pártja (KSČM)                   | 741 044   | 14,91%   | 33        | 16,5%     | +7  |
|          | TOP 09                                                          | 596 357   | 12,00%   | 26        | 13,0%     | –15 |
|          | Polgári Demokrata Párt (OSD)                                    | 384 174   | 7,73%    | 16        | 8,0%      | –37 |
|          | A közvetlen demokrácia hajnala (Úsvit)                          | 342 339   | 6,89%    | 14        | 7,0%      | Új  |
|          | Keresztény és Demokratikus Unió – Csehszlovák Néppárt (KDU-ČSL) | 336 970   | 6,78%    | 14        | 7,0%      | Új  |
|          | Zöld Párt (Zelení)                                              | 159 025   | 3,20%    | 0         |           |     |
|          | Cseh Kalózpárt (Piráti)                                         | 132 417   | 2,66%    | 0         |           |     |
|          | Szabad polgárok pártja (Svobodní)                               | 122 564   | 2,47%    | 0         |           |     |
|          | Polgári Jogok Pártja (SPO)                                      | 75 113    | 1,51%    | 0         |           |     |
|          | A Társadalmi Igazságosság Munkáspártja (DSSS)                   | 42 906    | 0,86%    | 0         |           |     |
|          | Változás Politikai Mozgalom (Změna)                             | 28 592    | 0,58%    | 0         |           |     |
|          | Fel a fejjel – Választási blokk (HV)                            | 21 241    | 0,43%    | 0         |           |     |
|          |                                                                 |           |          |           |           |     |
|          | további 9 párt (összesen)                                       | 43 173    | 0,87%    | 0         |           |     |
|          |                                                                 |           |          |           |           |     |
| Összesen | Összesen                                                        | 4 969 984 |          | 200       |           |     |

## Politikai következmények

### Puccskísérlet a ČSSD-ben
A szociáldemokraták várakozásokat alulmúló eredménye lehetetlenné tette a választás előtt többször megfogalmazott várakozást, hogy 2014 elején majd egy szociáldemokrata kisebbségi kormány áll majd fel, amelyet a kommunisták kívülről támogatnak. (A két pártnak nem volt meg a többsége a képviselőházban.) Ráadásul a hét megalakult kis frakció miatt csak olyan kormány jöhetett szóba, amelynek legalább három párt a tagja. A választási izgalom elülte után körvonalazódni kezdett, hogy az új kormányt a szociáldemokraták a ANO-val és a KDU-ČSL-lel képzelik el a közös kormányzást. Andrej Babiš (ANO) eleinte azt mondta, hogy nem kíván részt venni a baloldali párt által vezetett koalícióban, de hajlandó lenne azt kívülről támogatni. Később ezt az álláspontját megváltoztatta és egyértelművé tette, hogy pártja belépne a koalícióba. 
A választási egyezkedés e korai szakaszában a ČSSD-n belül a közvélemény számára érthetetlen lázadás tört ki. A listavezető Sobotkát váratlanul és nagy erővel kezdte támadni Michal Hašek, a szociáldemokrata párt morvaországi vezetője. Célja az volt, hogy Sobotkát lemondásra kényszerítse, hogy valaki más legyen a párt miniszterelnök-jelöltje. ČSSD-vezetők egy csoportja Hašek mellé állván azt szorgalmazta, hogy a koalíciós tárgyalásokat se Sobotka vezesse, hanem Hašek, aki így gyakorlatilag a választók akarata ellenére lépett volna elő miniszterelnök-jelöltté. Hašek ambícióit támogatta Miloš Zeman államfő is, a krízis pedig olyan mélynek mutatkozott, hogy felmerült a szociáldemokrata párt parlamenti frakciójának kettéosztása, ami párthasadással lett volna egyenértékű. A "pártütés" nagyon kedvezőtlen visszhangra talált a cseh közvéleményben. A választók Hašek színre lépését puccsként érzékelték, hiszen a párt választási listáját Sobotka vezette, ő volt a legismertebb politikusa is. A ČSSD pártszervezetén végigsöpört a tagság tiltakozási hulláma, tüntetések kezdődtek, amelyeken Hašekot a Zdeněk Fierlingerhez, a hatalmat 1948-ban a kommunisták kezére átjátszó szociáldemokrata vezetőhöz hasonlították. Hašek ambícióit végleg kisiklatta, amikor a koalíciós partnerként szóba jöhető pártok vezetői kijelentették, hogy kizárólag Sobotkát tekintik választói felhatalmazással bíró tárgyalópartnernek, csak az ő vezetésével működő ČSSD-delegációval tárgyalnak, másokkal nem. Az elutasítás láttán Hašek visszakozott, majd támogatóival együtt lemondtak a pártban betöltött tisztségeikről.

### Kormányalakítás
2013. november 11-én megkezdődtek a formális koalíciós tárgyalások a szociáldemokraták, az ANO és a KDU-ČSL között. A pártok egyetértettek abban, hogy a ODS-TOP 09-LIDEM kormány szociális intézkedéseit vissza kell vonni és újra progresszív jövedelemadót kell bevezetni. Az egyházi kárpótlásról alkotott vitatott törvény visszavonásáról a szociáldemokraták és a jobboldali KDU-ČSL között fennmaradt a nézetkülönbség, így az nem lett a kormányprogram része. A három párt hosszú tárgyalások után december végére ért el megállapodást az új kormány megalapításáról. A koalíciós megállapodást 2014. január 6-án írták alá. Miniszterelnöknek a szociáldemokrata Bohuslav Sobotkát jelölték, kormányának kilenc tagját a ČSSD, hat tagot az ANO és három minisztert a KDU-ČSL delegált. Miniszterelnök-helyettesi pozíciót kapott Andrej Babiš,  az ANO alapítója, illetve Pavel Bělobrádek, a KDU-ČSL vezetője. Január 17-én, a tárgyalások végleges befejezése után Miloš Zeman államfő Sobotkát kérte fel miniszterelnöknek. A Sobotka-kormány 2014. január 29-én tette le az esküt.